# Slumming
Slumming ist ein österreichisch-schweizerischer Spielfilm aus dem Jahr 2006. Die Premiere fand im Wettbewerb der Berlinale am 10. Februar 2006 statt. Kinostart in Österreich war am 24. November 2006, in Deutschland am 19. April 2007.
In Österreich erreichte der Film 10.292 Kinobesucher.

## Handlung
Der Straßenpoet Kallmann zieht betrunken und lautstark durch das winterliche Wien und versucht, Passanten seine Gedichte zu verkaufen. Hin und wieder besucht er die Prostituierte Herta, seine Lebensgefährtin, die in ihrem gemeinsamen Stammbeisl am Tresen sitzt. Die beiden Yuppies Sebastian und Alex wiederum verbringen ihre Abende in heruntergekommenen Lokalen und Cafés, um sich über das Leben der Anwesenden lustig zu machen. Sie nennen dies „Slumming“. Eines Tages treffen sie am Nachhauseweg den sturzbetrunken und regungslos auf einer Bank vor dem Wiener Westbahnhof liegenden Kallmann an. Kurzerhand entschließen sie sich, ihm einen Streich zu spielen, und fahren ihn im Kofferraum über die Grenze nach Tschechien. Dort legen sie ihn auf eine Bank vor dem Bahnhof des Ortes Znaim.
Als Kallmann am nächsten Morgen aufwacht, versteht er die Welt nicht mehr. Die Umgebung ist ihm unbekannt, und die Leute sprechen eine fremde Sprache. Nachdem alle Hinweise dafür sprechen, dass er sich im Ausland befinden muss, versucht er, nach Wien zurückzukommen. Mit mehr zufällig als gezielt erbetteltem Geld setzt er sich in den nächsten Bus – der jedoch nicht nach Wien, sondern in die tiefe, tschechische Provinz fährt. Kallmann versucht sich zunächst als Autostopper, weicht dann angesichts einer Polizeikontrolle jedoch auf ein verschneites Feld aus. Nach einer Übernachtung in einer Hütte an einem zugefrorenen See verbringt er die folgende Nacht im Stall eines Bauernhofs. Dort wird er am Tag darauf von den Bauern entdeckt, bekommt etwas zu essen und kann mit Herta telefonieren.
Pia, eine von zahlreichen Internetbekanntschaften Sebastians, hat in der Zwischenzeit von dem „Scherz“ erfahren, findet Herta und macht sich gemeinsam mit dieser auf die Suche nach Kallmann, der jedoch inzwischen durch eine schlaue Idee von selbst heimfindet. Zuletzt findet Sebastian in Jakarta seinen „Megaslum“, nachdem er aus Angst, zur Rechenschaft gezogen zu werden, eine spontane Fernreise antritt.

## Kritiken
„Eine hochkarätig besetzte, fürs Genre fast schon zu bitterbös-schwarze Komödie, die keine bestimmte Figurenperspektive anbietet und in ihrer Komplexität immer wieder Anlass zu Irritationen gibt.“

„Michael Glawoggers Filme bringen frischen Wind ins österreichische Kino. Der gelernte Dokumentarfilmer Glawogger scheint erst dann richtig in seinem Element zu sein, wenn er sich vom charakteristischen Hineinhorchenwollen seiner Regie führenden Landsleute frei macht. Das hat nichts mit Ablehnung oder Hochmut zu tun. Seine klar strukturierte Arbeitsweise als Dokumentarfilmer hat ihn wahrscheinlich dazu gebracht, sich auch im Spielfilmgenre entsprechend zu emanzipieren. Einzelne Elemente von ‚Slumming‘ kommen einem jedoch bekannt vor: die im Doppelpack auftretenden unauffälligen, sadistischen jungen Leute (etwa eine Reminiszenz an ‚Funny Games‘ von Michael Haneke?), die parallel verlaufenden Handlungsstränge, der beißende Humor und die klinische Strenge der Szenen. […] Mit der Wahl seiner Schauspieler beweist Michael Glawogger eine willkommene Neugier und Flexibilität: Die differenzierte, bestechende Art, mit der August Diehl aus Deutschland den Dandy gibt, passt so gar nicht zur Geradlinigkeit vieler seiner österreichischen Schauspielerkollegen. Und der schimpfende, geradezu exzentrische Paulus Manker hebt seine Rolle förmlich aus den Angeln.“

„Neben Diehl brilliert der Österreicher Paulus Manker. ‚Slumming‘ ist ein stark besetzter ‚Anti-Entwicklungsroman‘: Statt aus Erfahrungen zu lernen, bleibt Sebastian in seiner Eitelkeit gefangen. Überzeugendes Kino aus Österreich im Wettbewerb.“

„‚Slumming‘ von Michael Glawogger […] trägt sein kritisches Anliegen offen zur Schau – ist, bei aller inszenatorischen Härte, jedoch ein kosmetisches Projekt. Schön geschminkt wird hier noch einmal die Leiche des Kulturpessimismus: Das bürgerliche Subjekt, vorgestellt in Sebastian (August Diehl), einem reichen Schnösel, ist unrettbar verloren. Triebhaft und latent gewalttätig hinter seiner kultivierten Fassade, betreibt es seinen moralischen Untergang. Das klingt nach Houellebecq für Arme und sieht auch genauso aus […] Zur Läuterung ist schließlich nur der alkoholkranke Streuner fähig, der Besitzbürger sucht sein Heil irgendwo in Asien. Der Film kommt mindestens 15 Jahre zu spät; dem nihilistischen Bourgeois hat Christian Kracht (‚Faserland‘) bereits Anfang der Neunziger hierzulande literarisch den Prozess gemacht. Abgesänge auf den Dandy als Reaktionär haben mittlerweile selber den Hautgout des Spießigen. Der Bürger tritt heute, wenn überhaupt, wieder als Macher auf den Plan, nicht als Zweifler oder Zyniker.“

„[…] Zwei zu groß geratene Buben toben durch Wien, wo sie sehr unkomische Scherze treiben, bis sie an die falsche Frau geraten. Barbara Albert, die den großartigen ‚Nordrand‘ gemacht hat, ist Co-Autorin des Drehbuchs; ganz so stark wie ‚Nordrand‘ ist ‚Slumming‘ nicht, aber er trifft seinen Ton, und manche Szenen sind einfach grandios. […] ‚Slumming‘ ist eher ernsthaft als düster, melancholisch, aber nicht humorfrei, und Pia Hierzegger, die falsche Frau, die versucht, die Dinge wieder in Ordnung zu bringen, gibt der Geschichte einen schönen Drive, weil sie so gnadenlos erwachsen ist.“

„[…] ‚Slumming‘ erzählt von der Begegnung zweier Welten, aber weil das, was er zeigt, uns nicht nur räumlich viel näher liegt als die Mündung des James River, kann Glawogger auf ästhetische Umwege verzichten. Die Härte und Schnelligkeit seines Anfangs kann der Film nicht halten, aber weil es ihm gelingt, uns für seine Figuren zu interessieren, verzeiht man ihm viele seiner Schwächen. Es ist kalt in ‚Slumming‘, genauso wie im winterlichen Berlin, aber diese Kälte schärft auch den Sinn für das Wesentliche. Das, was man für Geld nicht kaufen kann.“

„Michael Glawoggers Film ‚Slumming‘ ist eine One-Man-Show für Paulus Manker – und Stadtmärchen über Nachtgestalten. […] Wie in anderen neueren heimischen Spielfilmen wird Wien zum Kreuzungspunkt von Figuren unterschiedlicher Milieus. Glawogger macht das deutlich, indem er seinen Film nach einer sozialen Praxis ausrichtet: Beim Slumming geht es darum, seine Kampfzone zu erweitern. Sebastian (August Diehl) und Alex (Michael Ostrowski), zwei junge Männer mit viel Freizeit, suchen bevorzugt Orte auf, die unter ihrer Schicht liegen, um ‚Menschen zu treffen, die man sonst nie treffen würde‘: Zwielichtige Spelunken, Rotlichtbars, Discos mit hohem Ausländeranteil.
Weil sie glauben, dass sie besser sind, machen sie sich daraus ein Spiel – und brechen mit spätpubertären Späßen die Konventionen. Sebastian, als Deutscher in Wien fremd, geht mit seinen zynischen Aktionen noch weiter. Er trifft sich mit Frauen, hört dann gelangweilt ihren ausufernden Monologen zu und fotografiert sie unter die Röcke. Sein amoralisches Tun zielt auf die Mitwirkung des Zufalls. Er setzt die Dinge in Gang, schert sich aber nicht darum, was dabei herauskommt.
Glawogger und seine Drehbuchautoren (darunter Barbara Albert) arbeiten mit künstlichen Figuren, die ihre moralischen Standpunkte weniger ausagieren, sondern überspitzt vertreten. Dabei wirken sie eher skurril als bedrohlich.“

## Produktion
Der Film wurde von der Wiener Lotus Film in Zusammenarbeit mit den österreichischen Filmproduktionsgesellschaften coop99 und Abraxas sowie mit der schweizerischen Dschoint Ventschr hergestellt. Gedreht wurde zwischen Januar und März 2005 in Wien, Niederösterreich, Tschechien und Jakarta (Indonesien). Filmverleiher ist der Filmladen-Verleih.
Filmförderung erfolgte durch das Österreichische Filminstitut, den Filmfonds Wien sowie das Schweizerische Bundesamt für Kultur. Weitere Förderungen erhielt der Film durch den ORF im Rahmen des Film-/Fernseh-Abkommens sowie durch SF DRS.

## Trivia
Den gesamten Film über ist in den Wirtshausszenen Musik der serbischen Sängerin Dragana Mirković zu hören, obwohl der Film keine Migrantenthematik aufweist und auch sonst keine Charaktere aus dem ehemaligen Jugoslawien beinhaltet. Der Regisseur Michael Glawogger hatte Mirković bei einem ihrer Auftritte in Frankfurt am Main kennengelernt und Gefallen an ihrer Musik gefunden. Er bot ihr die Zusammenarbeit an und fügte sogar nachträglich eine Szene ein, in welcher sie im Wirtshaus auftritt.

## Auszeichnungen
- Diagonale 2006: Thomas-Pluch-Drehbuchpreis
- Berlinale 2006: Nominierung zum Goldenen Bären im Hauptwettbewerb
- Flanders International Film Festival 2006: Bestes Drehbuch